# Rhea mesopotamica
Rhea mesopotamica — це вимерлий вид птахів із роду Rhea. Мешкали в Південному конусі Південної Америки.

## Таксономія
Цей вид був вперше описаний у 2012 році палеонтологами Федеріко Л. Аньоліном і Хорхе І. Норьєгою під науковою назвою Pterocnemia mesopotamica. Цей родовий таксон здебільшого вважається включеним до роду Rhea, а P. mesopotamica був офіційно віднесений до роду Rhea Тамбуссі, Дегранжем і Де Мендоза (2023).

## Географічне поширення, вік і стратиграфічне походження
Їхні останки були ексгумовані в шарах, що відповідають основі формації Ituzaingó, рівнів, які неофіційно позначаються як «Месопотамський», який виступає в ущелинах Ентре-Ріос річки Парана. Цим осадовим відкладенням приписували давність, що відповідає пізньому міоцену або вище (уайкерський вік).
Інший матеріал, який згадується як FMNH-PA-36, є ізольованою повною лівою плесновою кісткою, зібраною в 1952 році Хосе Луїсом Мінопріо та Браяном Паттерсоном. Географічно він походить із району Коррал-Ель-Агуасіто, неподалік від шахти Зітро, за 3,5 км на північ від каньйону річки Атуель, у провінції Мендоса (центрально-західна Аргентина). Стратиграфічно він походить із формації Айсоль, яку відносять до середнього та пізнього міоцену.